# دابلیتسه
دابلیتسه (به چکی: Ďáblice) یک منطقهٔ مسکونی در جمهوری چک است که در Prague 8 واقع شده‌است. دابلیتسه ۳٬۰۴۸ نفر جمعیت دارد.